# Base aérienne de Ghedi
La Base aérienne de Ghedi (en italien : Base aerea di Ghedi) est une base de l'armée de l'air italienne à Ghedi située à environ 15 kilomètres de Brescia, dans le nord de l'Italie.
Elle accueille le 6e Stormo de l'armée de l'air italienne avec le 102e Gruppo (Papero), le 154e Gruppo (Diavoli Rossi) et le 155e Gruppo (Le linci) équipés du Tornado IDS.
Elle abrite plus de 40 armes nucléaires de type B61.
Le commandant depuis 2017 est le colonel de l'armée de l'air italienne Luca Maineri.